# Оракл-Парк
Оракл-Парк (англ. Oracle Park) – бейсбольний стадіон в місті Сан-Франциско, Каліфорнія. Домашня арена команди Національної ліги MLB Сан-Франциско Джаєнтс. Відомий своїм неперевершеним видом на затоку Сан-Франциско.

## Історія
З 1960 року по 1999 команда Сан-Франциско Джаєнтс грала на стадіоні Candlestick Park який вона ділила разом з командою НФЛ Сан-Франциско 49ers, але умови на цьому стадіоні були поганими. Коли в 1976 місцевий бізнесмен Боб Лурі викупив клуб, для того щоб зберегти його від переїзду до Торонто, він запропонував побудувати для команди новий стадіон. У 1980-х роках місцева влада хотіла спорудити купол над старим стадіоном  Candlestick Park, проте цей план провалився. У 1987 та 1989 роках місцеві жителі на референдумі відмовились підтримати побудову нового стадіону з місцевого бюджету. Жителі сусідніх міст Санта Клара та Сан Хосе також відмовились від цього. Майбутнє Джаєнтс у Сан-Франциско виглядало туманним. Однак у  1993 бізнесмен Пітер Магован придбав клуб і погодився повністю профінансувати побудову нового стадіону, справа зрушила з місця. Зведення арени розпочалось 11 грудня 1997. Це був перший стадіон МЛБ з часів Доджер Стедіум повністю збудований за приватні кошти. Відкриття відбулось 11 квітня 2000 року матчем між Джаєнтс та Доджерс. У 2007 році стадіон приймав матч всіх зірок МЛБ.

## Цікавинки
Однією з цікавинок є “фан-зона Кока-Кола” на якій розміщено 24 метрову пляшку Кока-Коли, яка запалюється світлом кожен раз коли гравці Джаєнтс вибивають хоум-ран. Всередині цієї пляшки знаходиться гірка з якої може спуститись кожен бажаючий. Поруч з пляшкою стоїть велика скульптура бейсбольної рукавиці.  Ще однією окрасою стадіону є вид на затоку Сан-Франциско яка знаходиться за центр-філдом. Нерідко гравці вибивають хоум-рани за межі стадіону прямо у воду, такі удари називаються "Splash hit", найбільше їх вибив легендарний Баррі Бондс — 35 разів. "Splash hit" на YouTube

## Розміри поля
- Left field line – 339 feet (103 m)
- Left field – 364 feet (111 m)
- Left-center field – 404 feet (123 m)
- Center field – 399 feet (122 m)
- Right-center field – 421 feet (128 m)
- Right field – 365 feet (111 m)
- Right field line – 309 feet (94 m)

## Галерея

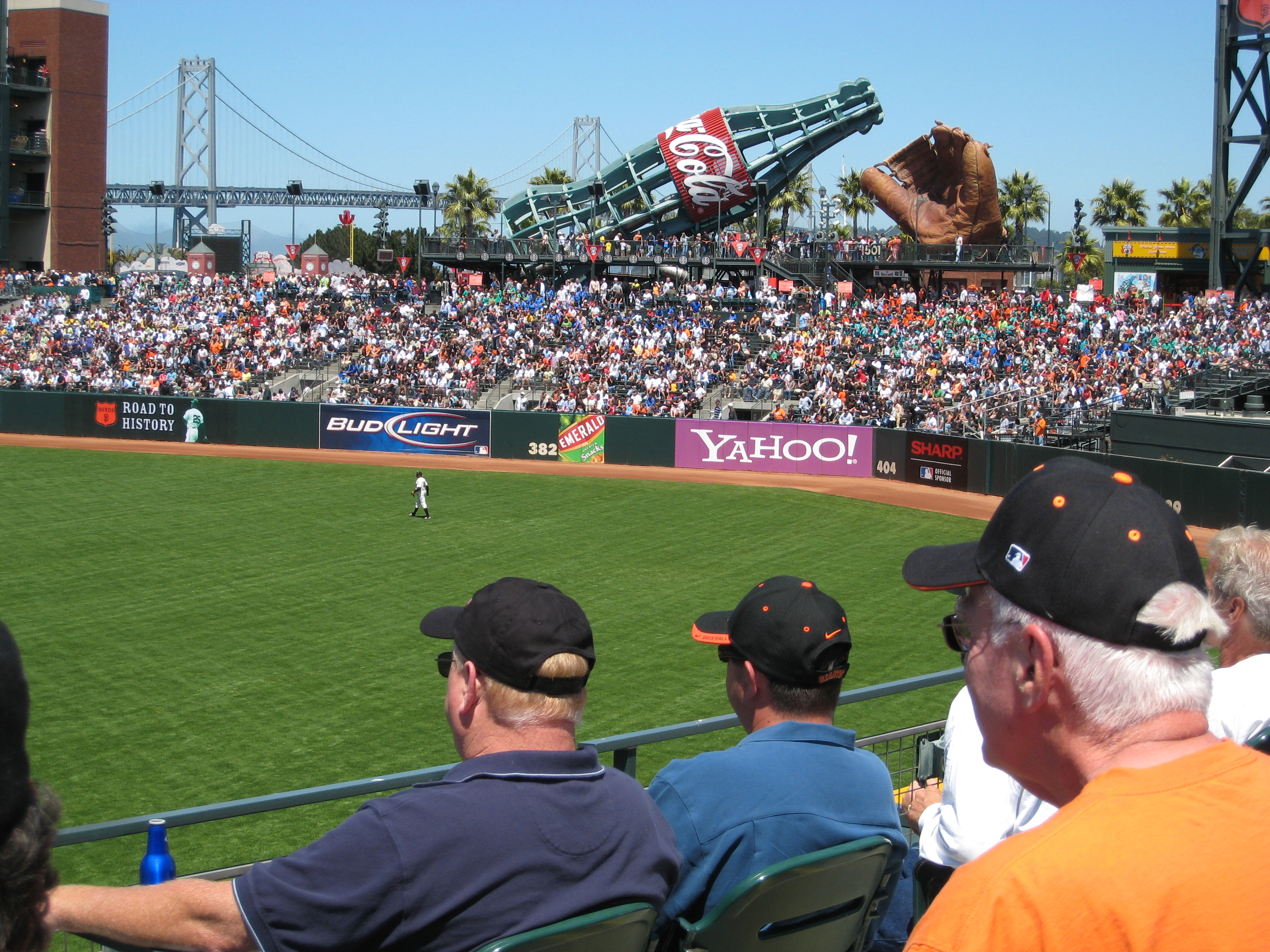
Фан-зона Кока-Кола
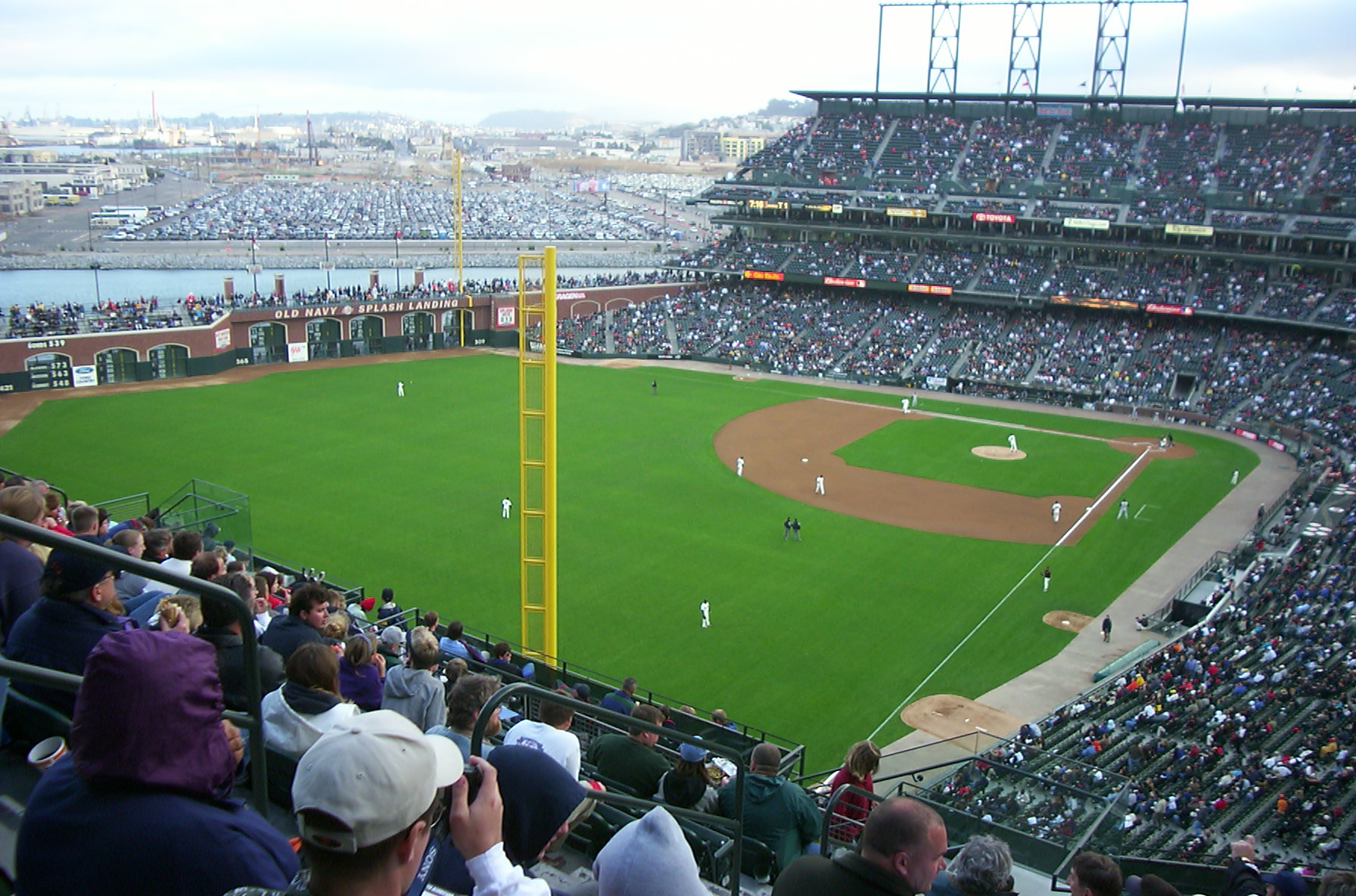
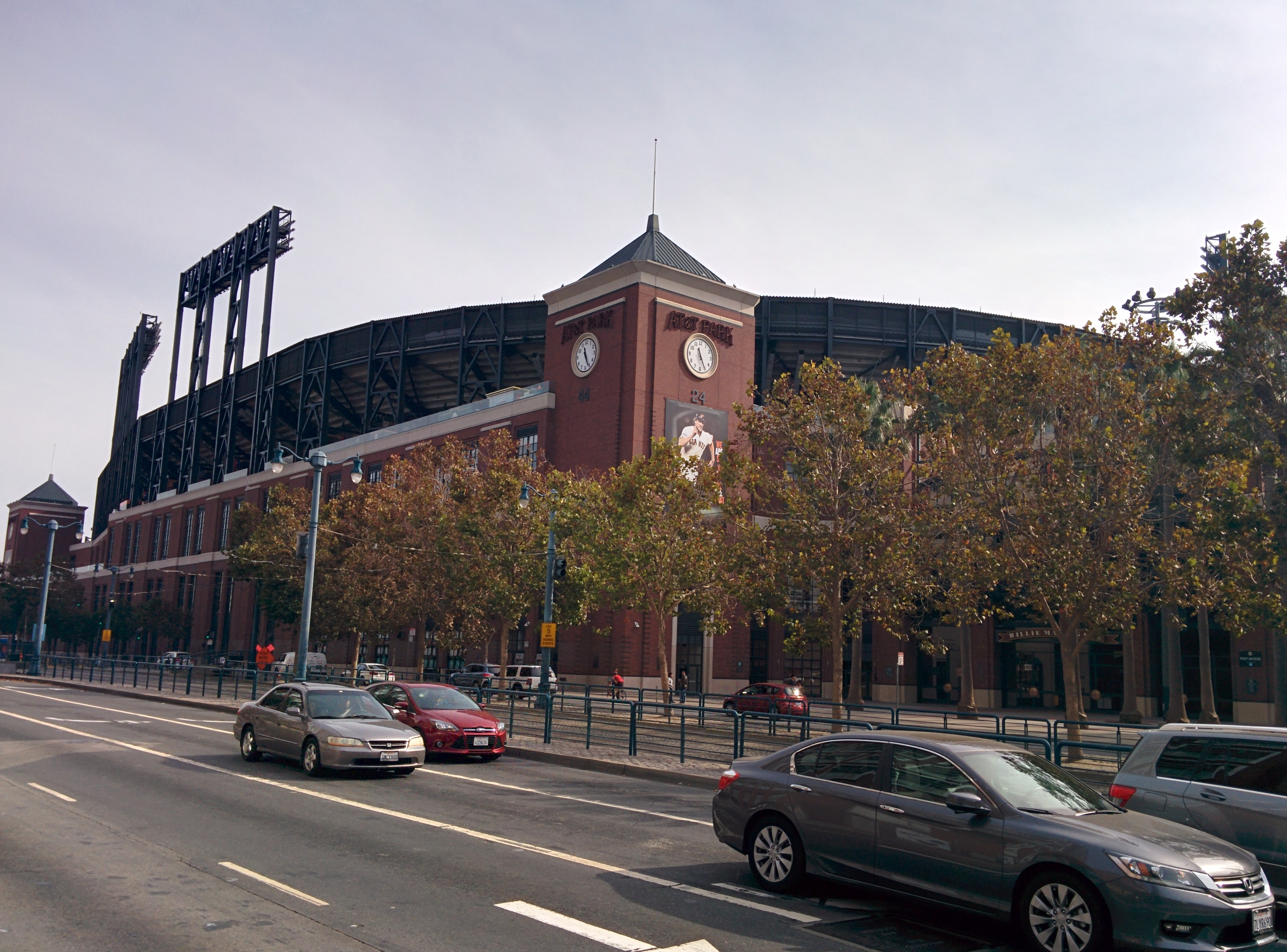
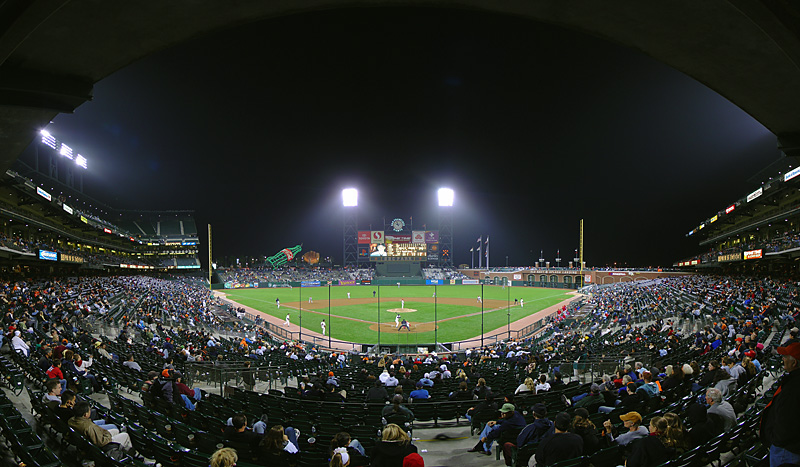
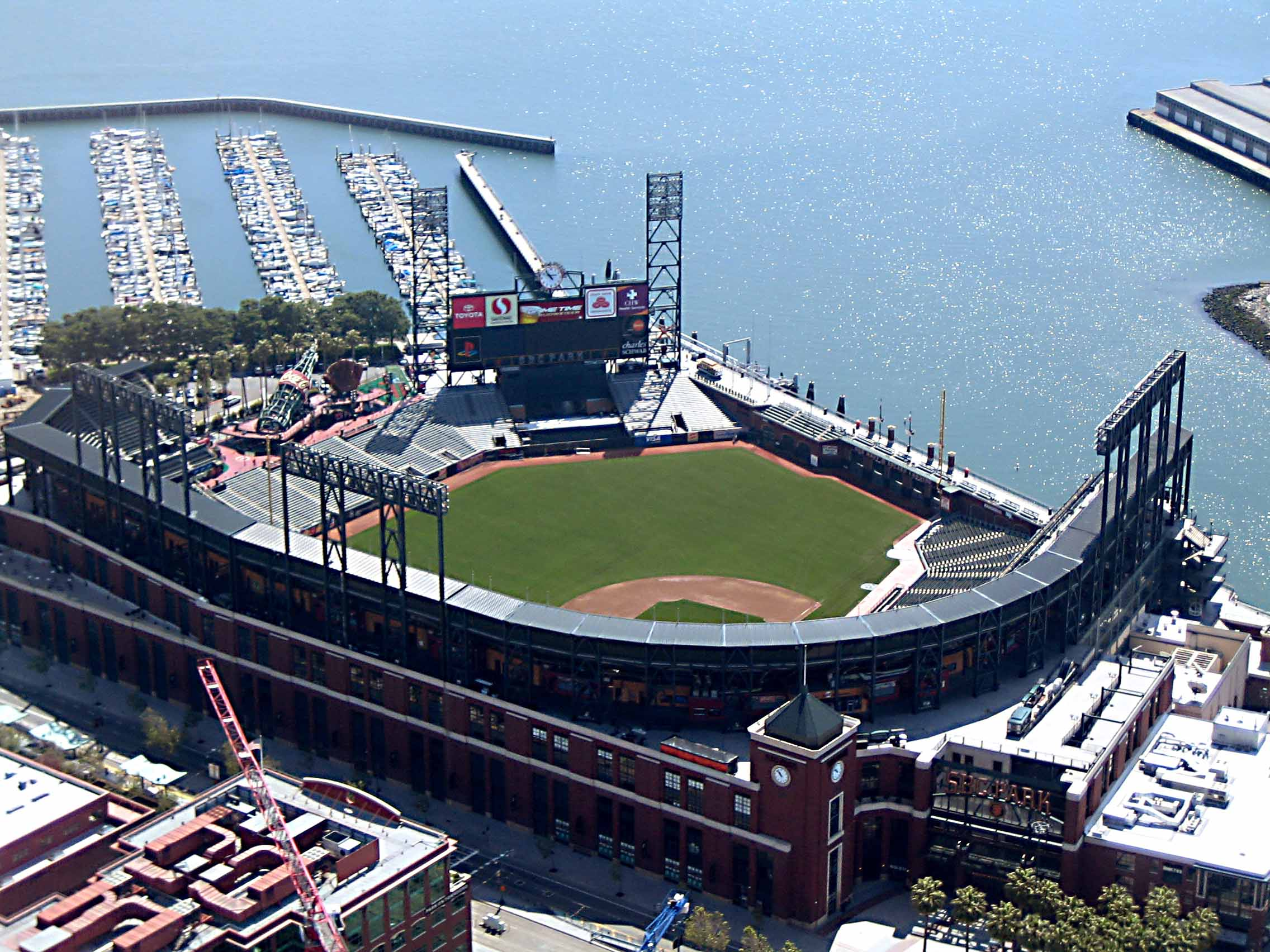

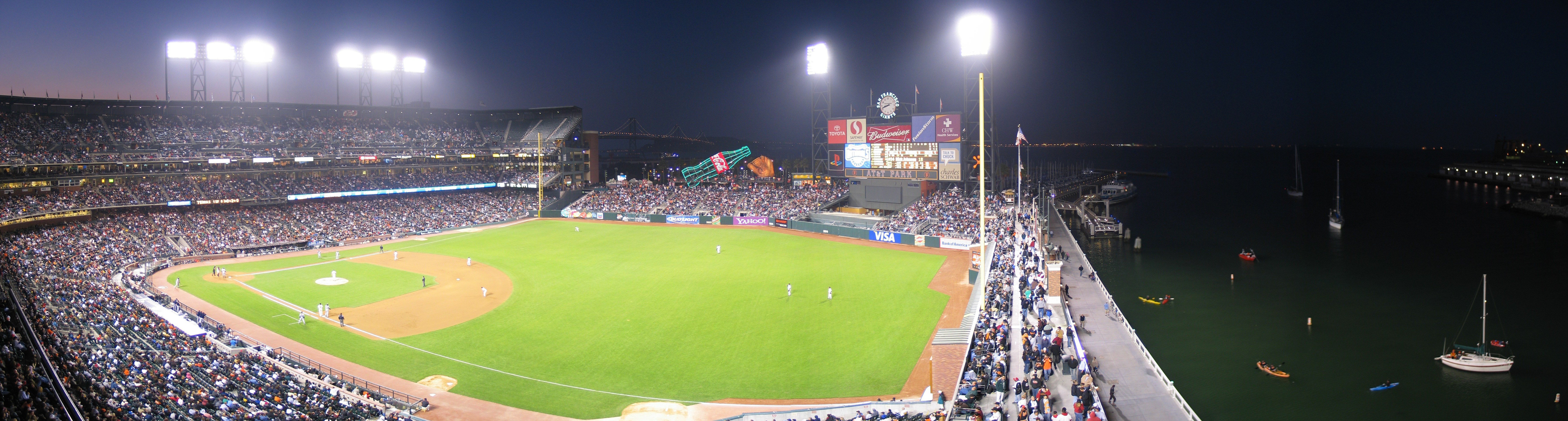
Oracle Park